# Вовчий яр
Вовчий яр — місцевість, яр у районі Татарки та Глибочиці, має вигляд глибокої вузької улоговини, що проходить від Глибочицької до вулиці Володимира Мономаха. Дном яру пролягає Соляна вулиця.
Назва походить від великої кількості вовків, що колись водилися у цій місцевості. Є свідчення, що вовків тут бачили ще 1900 року. Одна з перших про урочище згадок датована 1852 роком, коли тут переселенці з Подолу самовільно займали землі та забудовували ділянки.
До 1908 року нинішня Соляна вулиця також називалася Вовчий яр.     